# Station Gogolewo
Station Gogolewo is een spoorwegstation in de Poolse plaats Gogolewo.